# غوستاف يونغ
غوستاف جونغ (بالألمانية: Gustav Jung)‏ (4 يونيو 1945 بألمانيا - 15 يناير 2000) هو لاعب كرة قدم ألماني في مركز الهجوم. شارك مع منتخب ألمانيا تحت 21 سنة لكرة القدم ومنتخب ألمانيا تحت 23 سنة لكرة القدم ‏. أما مع النوادي، فقد لعب مع بايرن ميونخ ونادي كارلسروه ونادي فوبرتال الرياضي وESV Ingolstadt ‏.

## وصلات خارجية
- غوستاف يونغ على موقع قاعدة بيانات كرة القدم.إي يو (الإنجليزية)
- غوستاف يونغ على موقع بيانات كرة القدم. دي إي (الألمانية)
- غوستاف يونغ على موقع عالم كرة القدم.نت (الإنجليزية)